# Association pour l'étude et la documentation des textiles d'Asie
L'Association pour l'étude et la documentation des textiles d'Asie (AEDTA), créée en 1979 par Krishnā Riboud au sein du Musée Guimet est un modèle pour l'étude et la plus importante collection privée consacrée aux textiles d’Asie.
L'association édite différentes publications consacrées à son thème de prédilection.